# Miarinarivo (district)
Miarinarivo is een district van Madagaskar in de regio Itasy. Het district telt 228.057 inwoners (2011) en heeft een oppervlakte van 2.818 km², verdeeld over 12 gemeentes. De hoofdplaats is Miarinarivo.